# Ambulocetus
Ambulocetus (latim ambulare "andar" + cetus "baleia") é um gênero de cetáceo anfíbio primitivo da Formação Kuldana no Paquistão, há aproximadamente 48 ou 47 milhões de anos, durante o Eoceno Inferior ( Luteciano ). Ele contém uma espécie, Ambulocetus natans (do latim natans "nadando"), conhecida apenas por um esqueleto quase completo. O Ambulocetus está entre os cetáceos do Eoceno mais bem estudados e serve como uma descoberta fundamental no estudo da evolução dos cetáceos e sua transição da terra para o mar, pois foi o primeiro cetáceo descoberto a preservar um conjunto de adaptações consistentes com um estilo de vida anfíbio. Ambulocetus é classificado no grupo Archaeoceti — os antigos precursores dos cetáceos modernos cujos membros abrangem a transição da terra para o mar — e na família Ambulocetidae, que inclui Himalayacetus e Gandakasia (também do Eoceno do subcontinente indiano).

## Taxonomia

### Descoberta

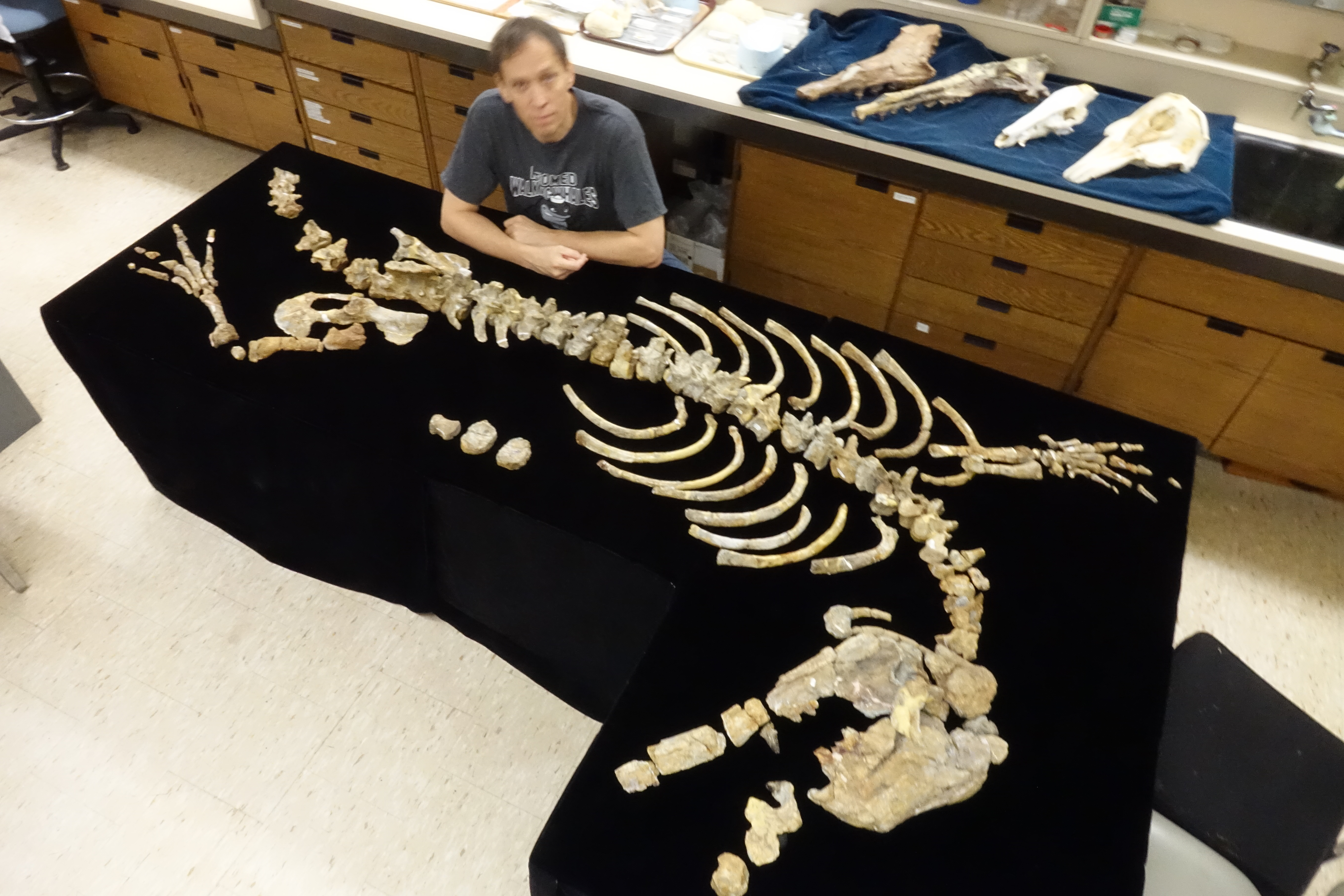
Hans Thewissen com o esqueleto do holótipo Ambulocetus

Em dezembro de 1991, o paleontólogo paquistanês Mohammad Arif e o paleontólogo holandês-americano Hans Thewissen foram financiados conjuntamente pela Universidade Howard e pelo Serviço Geológico do Paquistão para recuperar fósseis de mamíferos terrestres nas colinas de Kala Chitta, em Punjab, Paquistão. Em 3 de janeiro de 1992, eles recuperaram um pequeno e grosso fragmento de costela . Mais tarde na temporada de campo, ao pesquisar a parte superior da Formação Kuldana, Thewissen descobriu um fêmur (osso da coxa) e uma porção proximal da tíbia (porção superior da canela) que claramente pertenciam a um mamífero. Uma hora depois, Arif descobriu o resto do esqueleto, e os dois começaram a escavação no dia seguinte. A princípio, Thewissen especulou que os fósseis pertenciam a um antracobunídeo (um grande mamífero semiaquático), até que encontrou os dentes perto do fim da temporada de campo, que eram caracteristicamente de cetáceos (os cetáceos vivos são baleias, golfinhos e botos ). Thewissen, na época, não tinha condições de escavar e armazenar tudo, então levou o crânio consigo para os Estados Unidos, enquanto Arif guardou o resto em duas caixas que costumavam conter laranjas . Em outubro de 1992, Thewissen apresentou sua pesquisa sobre o crânio em uma convenção de paleontologia de vertebrados em Toronto, Canadá. No ano seguinte, o paleontólogo americano Philip D. Gingerich pagou para que o resto do esqueleto fosse enviado para os Estados Unidos. Em 1994, a descrição formal dos restos mortais foi publicada por Thewissen, o paleontólogo de mamíferos Sayed Taseer Hussain e Arif. Eles identificaram os restos mortais como claramente pertencentes a um cetáceo anfíbio, e por isso o chamaram de Ambulocetus natans . O nome do gênero vem do latim ambulare "andar" e cetus "baleia", e o nome da espécie natans "nadar".

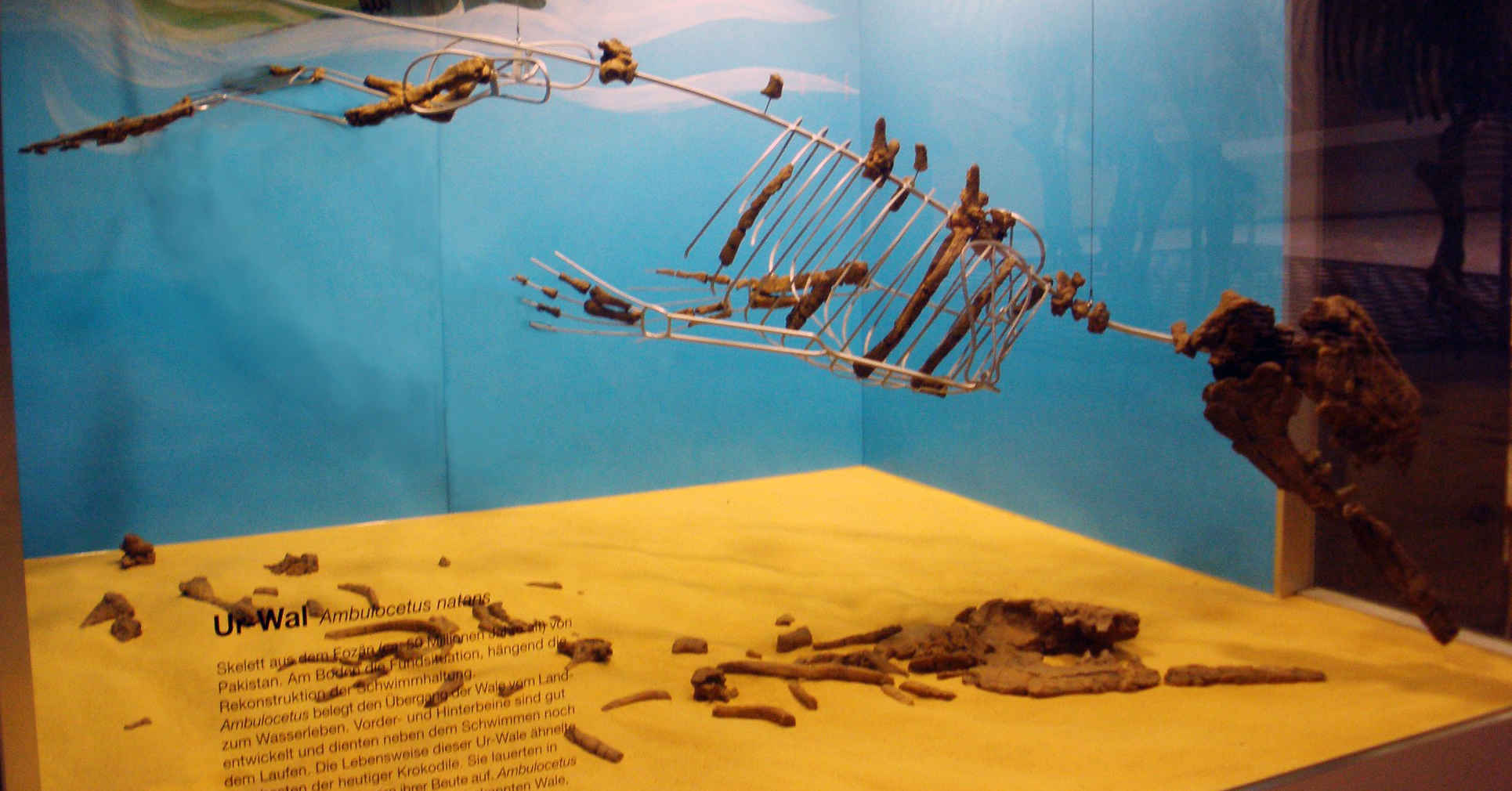
Exibição do holótipo do Ambulocetus disposto nas posições originais em que foram encontrados no solo e na postura de natação acima, no Naturmuseum Senckenberg, Frankfurt

A Formação Kuldana está restrita a algum momento durante o estágio Lutetiano do Eoceno Inferior, e os restos podem datar de 48–47 milhões de anos atrás. O espécime holótipo, HGSP 18507, é um esqueleto parcial descoberto inicialmente preservando um crânio incompleto (faltando o focinho), alguns elementos da coluna vertebral e costelas, bem como partes dos membros anteriores e posteriores. Outros espécimes encontrados inicialmente foram HGSP 18473 (um segundo pré-molar ), HGSP 18497 (um terceiro pré-molar), HGSP 18472 (uma vértebra da cauda) e HGSP 18476 (porção inferior de um fêmur). O holótipo foi encontrado em um leito de silte e argilito com mais de 1.8 m2 (19 sq ft)  área. Escavações posteriores recuperaram a maior parte do esqueleto do holótipo, principalmente o quadril, o sacro e a maior parte da caixa torácica e da série toracolombar (a coluna vertebral, excluindo o pescoço, o sacro e a cauda). Isso deixou o holótipo cerca de 80% completo em 2002, tornando-o o cetáceo mais completamente conhecido daquele período. Em 2009, mais alguns elementos do maxilar do holótipo foram identificados a partir de um bloco de matriz recentemente preparado.
Embora se soubesse que os cetáceos descendiam de mamíferos terrestres antes da descoberta do Ambulocetus, a única evidência disso no registro fóssil era o Pakicetus (totalmente terrestre), de 52 milhões de anos, e os mesoniquios do Paleoceno (pois havia uma ligação hipotética entre cetáceos e mesoniquios). Os membros dos cetáceos mais aquáticos do Eoceno não foram muito bem preservados. Ambulocetus demonstrou que os cetáceos nadavam flexionando a espinha para cima e para baixo (ondulações) antes de desenvolverem a nadadeira caudal, a propulsão dos membros anteriores evoluiu relativamente tarde e que os cetáceos passaram por uma fase semelhante à da lontra, com ondulação da espinha e propulsão dos membros posteriores. Já havia a hipótese de que essas ocorrências tivessem ocorrido nos primeiros cetáceos aquáticos, mas era impossível testá-las sem vestígios mais completos. Os descritores observaram que " Ambulocetus representa um intermediário crítico entre os mamíferos terrestres e os cetáceos marinhos".

### Classificação

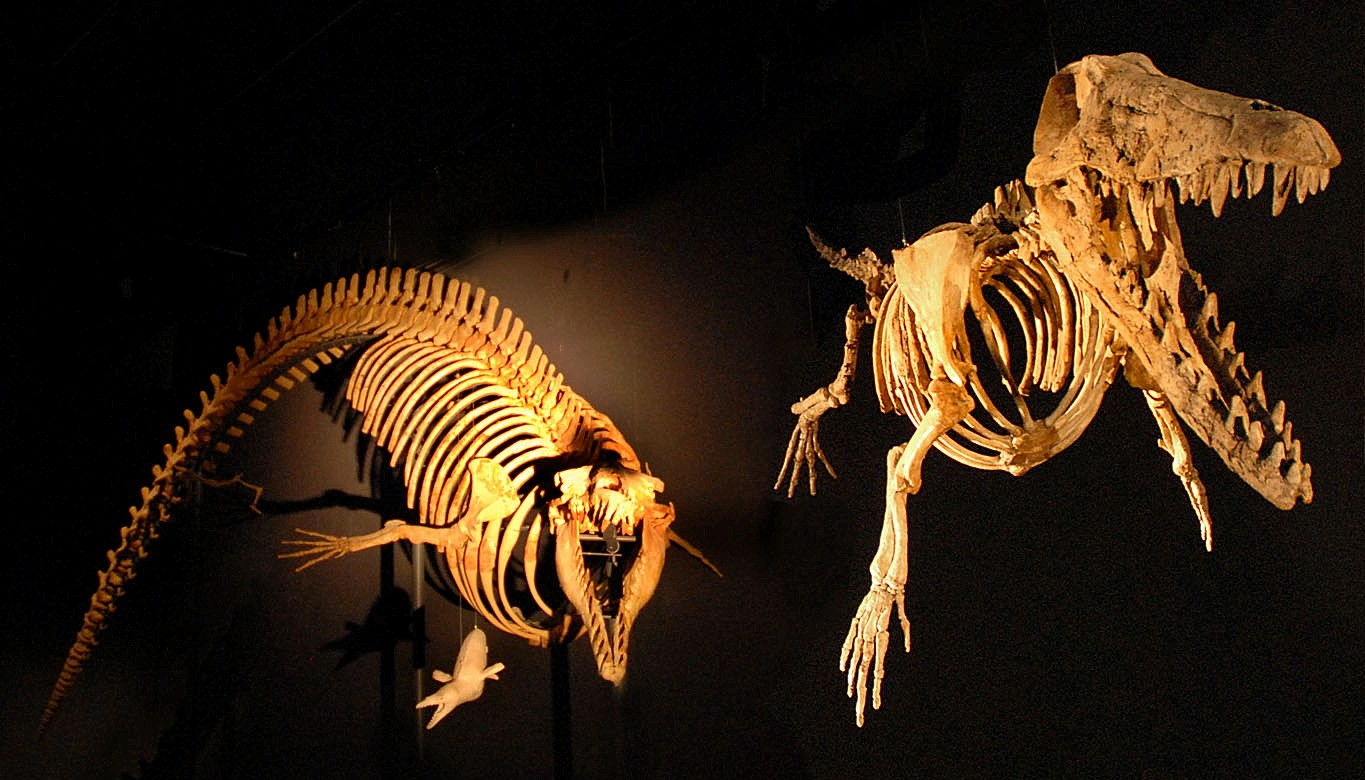
Esqueletos reconstruídos de Ambulocetus (à direita) e do basilossaurídeo totalmente aquático Cynthiacetus (à esquerda) no Muséum national d'histoire naturelle, Paris

Os cetáceos modernos (Neoceti) são agrupados nas parvordens Mysticeti (baleias de barbatanas) ou Odontoceti (baleias com dentes). Os Neoceti descendem dos antigos Archaeoceti, cujos membros abrangem a transição do terrestre para o aquático. Os arqueocetos são, portanto, parafiléticos (é um grupo não natural que não compreende um ancestral comum e todos os seus descendentes). Ambulocetus era um arqueoceto. Na época em que o Ambulocetus foi descoberto, os arqueocetos foram classificados nas famílias Protocetidae (que incluía o que hoje são os Pakicetidae terrestres, e o restante eram anfíbios), Remingtonocetidae (anfíbios), Basilosauridae (aquáticos) e Dorudontidae (aquáticos, agora uma subfamília de Basilosauridae). Acredita-se que os primeiros cetáceos sejam os mesoníquios, o que foi proposto antes de quaisquer fósseis definitivos de cetáceos primitivos serem identificados. Na descrição original, Ambulocetus foi preliminarmente colocado em Protocetidae, até que a descrição posterior do holótipo levou Thewissen e colegas a movê-lo para sua própria família Ambulocetidae em 1996. Ao mesmo tempo, eles também erigiram a família Pakicetidae. Eles também propuseram que alguns membros de Pakicetidae, Protocetidae e Ambulocetidae eram ancestrais das outras duas famílias de arqueocetos. Eles sugeriram que os mesoniquianos deram origem aos paquicetídeos, que deram origem aos ambulocetídeos, que deram origem aos protocetídeos e remingtonocetídeos.:69–71
Embora arqueocetos do Eoceno médio ao final também sejam conhecidos na América do Norte, Europa e África, a maioria deles é encontrada apenas no subcontinente indiano . Portanto, acredita-se que os cetáceos evoluíram originalmente naquela região.:2–3Com base em dados moleculares, os cetáceos são os mais próximos dos hipopótamos ( Whippomorpha ), e eles se separaram há aproximadamente 54,9 milhões de anos. Eles são todos colocados na ordem Cetartiodactyla, ao lado dos ungulados terrestres de dedos pares (mamíferos com cascos). Isso coloca os mesoniquianos como parentes distantes dos cetáceos, e não como ancestrais, e sua morfologia um tanto semelhante foi possivelmente resultado de evolução convergente . O cetáceo mais antigo conhecido é o ambulocetídeo Himalayacetus, identificado em 1998 e datado de 52,5 milhões de anos atrás (anterior aos paquicetídeos terrestres), embora a datação exata do Himalayacetus e do Pakicetus seja debatida. Ambulocetidae também inclui Gandakasia . Himalayacetus e Gandakasia são conhecidos apenas por fragmentos parciais de mandíbula. Ambulocetidae são endêmicos do subcontinente indiano e abrangem o início e o médio Eoceno.
 